# 알키오네우스 (은하)
알키오네우스(Alcyoneus)는 살쾡이자리에 위치한 거대전파은하이며, 지구로부터 약 35억 광년 떨어져 있다. 현재까지 발견된 은하 중 가장 큰 은하로 알려졌었지만, 은하의 크기를 일반적으로 정의하는 기준이 명확하지 않다는 문제로 인해 널리 받아들여지지는 않았다.

## 상세
은하의 직경은 약 5 메가파섹 (1,630만 광년)으로, IC 1101 은하보다 약 4배나 크며, 우리 은하보다는 무려 약 160배나 크다.
사실 정확히 말하면 은하 자체 직경은 약 24만 2,700광년으로 우리 은하의 3배가 조금 못되고, 안드로메다 은하의 약 1.6배 정도의 크기이다. 1,630만 광년이라는 크기는 알키오네우스 은하 중심의 블랙홀이 활동하면서 방출한 상대론적 제트의 로브를 기준으로 측정한 것이다. 이러한 로브는 블랙홀로부터 일시적으로 분출된 물질에 의해 형성되는 것이며 고정된 구조가 아니다. 따라서 1,630만 광년이 실제 은하의 크기라고 보기는 어렵다. 질량도 IC 1101에 비하면 아득히 낮기에 자체적인 크기와 질량은 IC 1101이 더 앞선다. 정말 은하 헤일로와 전파 로브를 빼고 생각한다면 가장 큰 은하는 Abell 3571 은하단의 중심 은하인 ESO 383-76(ESO 383 -G 076)이다.
이렇게 거대한 전파 로브를 보여주는 은하들은 거대전파은하(giant radio galaxy)라는 별개의 분류에 포함하기도 한다. 알키오네우스의 1,630만 광년이라는 크기는 이전까지 발견된 최고 기록인 J1420-0545(약 1,528만 광년)을 갱신하는 수치이다. 제트를 방출하는 활동 은하핵인 중심 블랙홀의 질량은 태양의 약 4억 배로 의외로 그리 크지 않지만, 전파 로브의 크기와 블랙홀의 질량 간에 유의미한 상관 관계는 발견되지 않았으므로 크게 이상한 점은 아니다.

## 현재 가장 큰전파 은하
현재 약 2,300만 광년(6.8Mpc)의 크기를 지닌 거대전파은하 포르피리온이 발견됨으로서 역대 최대 크기의 전파 은하란 지위는 잃게 되었다.

## 명명
그리스 신화에 나오는 거인 알키오네우스의 이름을 따서 명명되었다.